# Християнізація
Християнізація — культурно-релігійний термін, що позначає особистий чи груповий перехід у християнство, в тому числі примусовий.
Початок християнізації покладено в Пізній античності, коли багато юдеїв та язичників наверталися в християнську віру. Древні святині руйнувалися або наверталися в християнські храми, язичницькі боги були демонізовані, а традиційні культові обряди піддавалися забороні та навіть кримінальному переслідуванню аж до страти. При цьому ряд звичаїв і практик, що мав язичницький аграрний календар, були засвоєні християнами та допомогли християнському прозелітизму.

## Християнізація окремих країн і народів

### Хронологія
- 301 — офіційно християнство прийняла Вірменія
- 313 — Римська імперія
- 319 — Грузія
- 333 — Аксум
- 496 — Франкська держава
- 864 — Болгарія (Хрещення Болгарії)
- 966 — Польща (Хрещення Польщі)
- 988 — Русь (Хрещення Русі)